# Phối màu hấp thụ

Phối màu hấp thụ C-M-Y

Phối màu hấp thụ giải thích nguyên lý tạo ra nhiều màu sắc từ việc trộn một số loại sơn, thuốc nhuộm, mực, các chất màu tự nhiên sẵn có để tạo được màu sắc từ việc hấp thụ một vài vùng quang phổ và phản xạ các vùng khác.
Phối màu hấp thụ còn được gọi là phối màu trừ, phối màu loại trừ hay nôm na là phối màu vẽ, phối màu in ấn, tuy rằng giữa chúng có một số khác biệt nhất định.
Phối màu hấp thụ và phối màu phát xạ là hai phương pháp phối màu phổ biến được biết đến hiện nay. Cả hai loại phối màu đều dựa trên việc thay đổi tỷ lệ kết hợp của ba màu ánh sáng (đỏ, lục và lam) phát ra từ vật thể. Điểm khác nhau duy nhất là phối màu hấp thụ sử dụng nguồn sáng bên ngoài, còn phối màu phát xạ sử dụng ánh sáng phát ra từ vật thể.

## Màu do hấp thụ
Các chất màu tạo nên màu sắc nhờ phản xạ một cách chọn lọc một vùng quang phổ. Phần quang phổ phản xạ trở lại mắt người tạo nên màu sắc cho hỗn hợp chất màu. Ví dụ quả táo có màu đỏ nhờ hấp thụ những vùng quang phổ khác và phản xạ lại vùng quang phổ màu đỏ. 

Để tạo màu hấp thụ, cần ba thứ: nguồn sáng (có thể tốt nhất là ánh sáng trắng), vật mẫu và nguồn thu (có thể là mắt).

## Trong kỹ thuật in màu

### In trên nềntrắng

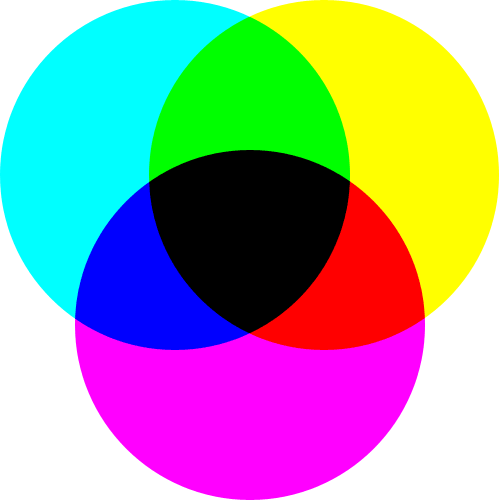
Pha màu hấp thụ trên nền trắng

Xem thêm bài CMYK

### In trên nềnđen
Trên nền đen, các màu sắc có thể được tạo ra bằng việc trộn ba loại mực đỏ, xanh lục, xanh lam (hay hệ màu RGB). Cũng tương tự như hệ CMY, việc trộn cùng lúc cả ba loại mực trên thường không đem lại màu trắng đủ sáng, nên cần thêm mực trắng (thành hệ "đỏ-lục-lam-trắng").
Việc dùng hệ màu này trên nền đen cũng giống như viết phấn trắng trên bảng đen, khi so sánh với viết bút mực đen trên bảng trắng.

### In trên nền màu
Trên nền có màu sắc, có thể dùng các gốc màu khác nhau để trộn thành nhiều màu, nhưng nói chung gam màu tương đối hẹp.

## Tronghội họa

Trộn các màu gốc: đỏ vàng và lam

Các họa sĩ thường trộn màu theo hệ Đỏ-Vàng-Lam và họ gọi phương pháp phối màu này là pha màu theo phép trừ.
Pha ba màu gốc theo phương pháp này, gồm đỏ, vàng và lam,  cho kết quả như sau:
- Đỏ + Vàng = Da cam
- Đỏ + Lam = Tím
- Lam + Vàng = Lục
- Đỏ + Lam + Lục = Đen

Thực ra cách pha màu này không cho phổ màu rộng. Các màu trộn với nhau có thể làm mất đi sắc độ. Pha càng nhiều màu với nhau thì màu càng xỉn đục, hay còn gọi bằng từ chuyên môn là bị "chết màu".

## Trong thiên nhiên
Một số sinh vật, như bạch tuộc, tắc kè hoa,..., có khả năng thay đổi màu sắc của da bằng việc thu vào hay làm lộ ra một số loại tế bào mang màu trên da.
Ví dụ loài tắc kè hoa ở Madagascar, lớp da trong suốt của chúng có tới bốn lớp mang các ba loại tế bào màu và hai loại tế bào đen trắng. Lớp ngoài cùng có các tế bào màu vàng và đỏ. 2 lớp tiếp theo mang tế bào xanh lam và trắng. Lớp trong cùng mang tế bào màu nâu đen (có chứa chất melanin cũng có trong da người, quyết định độ sáng tối của da người). Tế bào màu nâu đen có các "cánh tay" có thể vươn ra xuyên lên các lớp trên, hoặc co lại khi cần, giúp thay đổi độ sáng tối. Các tế bào màu còn lại có thể thay đổi kích thước để tạo nên dải cầu vồng. Gam màu của da tắc kè hoa không rộng như trong ký thuật in, nhưng cũng bao gồm rất nhiều màu (xanh lá cây, xanh lơ, xanh nước biển, đen, đỏ, vàng,....). Màu sắc thay đổi giúp tắc kè hoa ngụy trang, điều chỉnh thân nhiệt (nhờ thay đổi độ hấp thụ ánh nắng), thể hiện trạng thái tình cảm (hấp dẫn bạn tình, đe doạ kẻ thù,...),...

## Giấy điện tử
Xem thêm bài giấy điện tử
Trong kỹ thuật hiển thị chậm bằng giấy điện tử, các viên bi nhỏ xíu nằm trong tờ giấy này cũng có thể được nhuộm các màu gốc để tái tạo hình ảnh có màu sắc (ví dụ sử dụng hệ màu CMYK trên nền trắng).